# 我的留学生活
《我的留学生活》是由诗琳通公主写作的一篇留学日记，是公主的第44部访外著作。内容所述的是诗琳通公主于2001年2月14日至3月15日，在北京大学进行为期一个月的研习，其中包括打太极，学习二胡、汉语文化、绘画和书法，拜访学者季羡林等记录。此外，诗琳通公主本人还在书中前言中写道：“我学汉语已有20年了，尽管中国大使馆一直给我安排老师按时教我汉语，但我的汉语还是没有达到应有的水平。”
2013年7月4日，中央电视台纪录频道纪录片《中国通》曾播放过诗琳通公主在北京大学留学的影像资料。

## 内容

### 2001年2月
第1天（2001年2月14日）
抵达北京市，当晚到北京大学。与北京大学校长、中国科学院副院长在大学餐厅举办晚宴。
第2天（2001年2月15日）
学习汉语。会见中华人民共和国教育部部长陈至立，并于中国大饭店接受宴请。
第3天（2001年2月16日）
在未名湖边练习太极拳，学习汉语和国画。
第4天（2001年2月17日）
参观琉璃厂和中华世纪坛。
第5天（2001年2月18日）
参观北京西山国家森林公园和八大处，其中包括灵光寺、三山庵、大悲寺和龙泉庵。
第6天（2001年2月19日）
练习太极拳，学习汉语。在中南海紫光阁会见副总理李岚清。
第7天（2001年2月20日）
练习太极拳，学习汉语，拉二胡。
第8天（2001年2月21日）
练习太极拳，学习汉语、国画，拉二胡。
第9天（2001年2月22日）
练习太极拳、中国书法，学习汉语。
第10天（2001年2月23日）
练习太极拳和汉字。参观北京市第四中学、宏志中学。
第11天（2001年2月24日）
在王蒙的家中座谈。参观大觉寺。
第12天（2001年2月25日）
参观老舍故居和郭沫若故居。
第13天（2001年2月26日）
练太极拳，学习汉语和拉二胡。
第14天（2001年2月27日）
练习太极拳，学习汉语和国画。参观房山石经，当晚于长安大戏院观看京剧。
第15天（2001年2月28日）
练太极拳和学习汉语。参观老年艺术团、北京大学附属小学及幼儿园。

### 2001年3月
第16天（2001年3月1日）
练太极拳和学习汉语。在寓所宴请任课老师。
第17天（2001年3月2日）
练太极拳，学习汉语和拉二胡。在北京大学百周年纪念讲堂欣赏中央芭蕾舞团演出。
第18天（2001年3月3日）
参观潭柘寺。傅学章大使在华润大厦宴请；会见河海大学校长。
第19天（2001年3月4日）
拜访钱正英家中；会见柬埔寨诺罗敦·西哈努克国王并接受宴请。
第20天（2001年3月5日）
练太极拳，学习汉语和国画。参观863成果展。
第21天（2001年3月6日）
练太极拳和学习汉语。在北京大学勺园宴请中国前驻泰国大使。
第22天（2001年3月7日）
练习太极拳。参观北京大学生命科学学院和北大生物城。
第23天（2001年3月8日）
练习太极拳、学习汉语和二胡。会见梵语专家季羡林；接受许智宏、闵维方和迟惠生等三位校长的宴请。
第24天（2001年3月9日）
练太极拳和学习汉语。在北京大学百周年纪念讲堂欣赏中央歌舞团演出。
第25天（2001年3月10日）
在临湖轩中厅接见泰国留学生。
第26天（2001年3月11日）
参观慕田峪长城；会见中华人民共和国教育部副部长韦钰，并在香格里拉大酒店接受宴请。
第27天（2001年3月12日）
练习太极拳，学习汉字和国画。于外交部会见部长唐家璇。
第28天（2001年3月13日）
在北京大学举行答谢宴会。
第29天（2001年3月14日）
练习太极拳。参观颐和园和北京植物园。当晚在北京大学举行欢送宴会和联欢会。
第30天（2001年3月15日）
会见并宴请陈章良、葛克有和陈述彭三位科学家。